# Пименов, Николай Фёдорович
Николай Федорович Пименов (26 ноября 1923 — 12 декабря 2012) — советский военнослужащий, младший лейтенант. Участник Великой Отечественной войны, полный кавалер ордена Славы.

## Биография
Родился 26 ноября 1923 г. года в деревне Паньшино, Коломенского района, Московской области. Окончил семилетку, работал слесарем на Заводе сельскохозяйственных машин имени К. Е. Ворошилова в Коломне. В первые месяцы Великой Отечественной войны участвовал в строительстве оборонительных сооружений.
После того, как Н. Ф. Пименову исполнилось 18 лет, Коломенский военкомат призвал его в армию. В декабре 1941 года под Коломной, в Семибратском и Протопопове, началось формирование 34-й инженерно-сапёрной бригады, туда и определил военкомат восемнадцатилетнего Николая Пименова.
В 1942 г. вступил в ряды ВКПб.
Командир отделения 157-го инженерно-саперного батальона (12-я инженерно-саперная бригада РВГК, 8-я армия, Волховский фронт) старший сержант Пименов с отделением в ночь на 11.02.44 г. у деревни Закибье (Шимский район Новгородской обл.) под огнём противника укрепил мост через реку Мшага. 18.02.44 г. обеспечил движение танков по нему. В бою, рискуя жизнью, вынес с поля боя раненого командира роты.
29.02.44 г. награждён орденом Славы 3 степени.
29.07—3.08.44 г. командир отделения отделения моторизованной инженерно-разведывательной роты (54-я армия, 3-й Прибалтийский фронт) Пименов с группой разведчиков в районе г. Гулбене (Латвия), действуя в тылу неприятеля, произвел разведку дорог и водных преград. Ценные сведения своевременно представил командованию.
9.08.44 г. награждён орденом Славы 2 степени.
Старший сержант Пименов с саперами 27.08—27.09.44 г. в районе северо-западнее населенного пункта Гауйиена (Алуксненский р-н, Латвия) трижды проникал в тыл врага, разведал его оборонительные рубежи на левом берегу реки Гауя, инженерные сооружения вдоль реки Палса, определил состояние дорог и мостов.
24.03.45 г. награждён орденом Славы 1 степени.
Победу встретил на военно-морской базе Свинемюнде.
Участник советско-японской войны 1945 г. в звании старшина. В июле 1946 г. младший лейтенант Пименов уволен в запас. Вернулся в родную деревню Паньшино, работал в колхозе имени Ворошилова. Вскоре женился, перебрался в соседний посёлок Пески. С 1948 по 1984 г. работал в электроцехе на Песковском комбинате стройматериалов. Участник Парадов Победы на Красной площади в Москве в 1985 и в 2000 годах.
Скончался 12 декабря 2012 года в Песках. Похоронен на Песковском кладбище.
Ещё в 80-х гг. XX века дом ветерана в посёлке Пески на улице Зелёной был отмечен мраморной мемориальной доской. На ней написано:
«Здесь живёт участник ВОВ, кавалер орденов Славы 3-х степеней Пименов Николай Федорович 26.11.23 г. р. В сентябре 1941 года ушел добровольцем на фронт, прошел всю войну до Берлина, награждён орденами Славы 1, 2 и 3 степени за подвиги храбрости, мужества и бесстрашия в боях за Советскую Родину».
Инициатором доброго дела стали ученики Песковской средней школы под руководством учителя истории Г. И. Стручкова. Они собрали металлолом, макулатуру и на вырученные деньги изготовили памятную доску.

## Награды
- Полный кавалер Ордена Славы
- Ордена Отечественной войны 1 и 2 степеней
- Медаль «За отвагу»
- Медаль «За боевые заслуги»